# Política de Palaos
El sistema de gobierno de la República de Palaos consiste en una democracia representativa, republicana y apartidista, donde el Presidente es a la vez Jefe de Estado y de Gobierno. El poder ejecutivo es ejercido por el gobierno. Mientras que, el poder legislativo reside tanto en el gobierno como en el Congreso Nacional.  El poder judicial es independiente del ejecutivo y de la legislatura. 

## Poder Ejecutivo
Las elecciones presidenciales se llevan a cabo cada cuatro años, cuando el presidente y el vicepresidente se postulan por separado. El actual Presidente de Palaos es Surangel Whipps Jr.

## Poder Legislativo
El Congreso Nacional de Palaos (Olbiil era Kelulau) se compone de dos cámaras: el Senado y la Cámara de Delegados. El Senado cuenta actualmente con 13 miembros elegidos a nivel nacional, mientras que la Cámara de Delegados 16, uno de cada uno de los estados del país.  Todos los legisladores sirven períodos de 4 años. Cada estado también elige a su propio gobernador y legislatura. 
El Consejo de Jefes asesora al presidente sobre leyes y costumbres tradicionales.  Se compone de los jefes tradicionales más altos de cada estado. Yutaka Gibbons (de Koror) es el presidente del Consejo de Jefes.

## Poder Judicial
El sistema judicial está formado por el Tribunal Supremo, el Tribunal Nacional, el Tribunal de Recurso Común y el Tribunal de Tierras.  El Tribunal Supremo tiene divisiones de juicio y apelación y está presidido por el presidente del Tribunal Supremo. 

## Historia política
Palau adoptó una constitución el 1 de enero de 1981.
Palaos fue testigo de varios casos de violencia política en los años ochenta. El primer presidente de la república, Haruo I. Remeliik, fue asesinado en 1985; un ministro de estado fue encontrado cómplice del crimen. El tercer presidente, Lázaro Salii, se suicidó en agosto de 1988 en medio de acusaciones de soborno.  El asistente personal de Salii había sido encarcelado varios meses antes después de haber sido declarado culpable de disparar contra la casa del Presidente de la Cámara de Delegados.     
Palau se independizó de la administración fiduciaria de la Naciones Unidas administrada por los Estados Unidos el 1 de octubre de 1994 e ingresó en un Pacto de libre asociación con ese país. 
En 1998 el Senado aprobó una ley que convierte a Palaos en un centro financiero "offshore".  Los opositores a la legislación expresaron temores de que el país se convertiría en un refugio para los lavadores de dinero y otros tipos de actividades delictivas. En diciembre de 1999, un grupo de los principales bancos internacionales prohibió las transacciones denominadas en dólares estadounidenses que involucran al país y los otros estados insulares del Pacífico de Vanuatu y Nauru.